# India Song
Pour les articles homonymes, voir India Song (homonymie).
Pour plus de détails, voir Fiche technique et Distribution.
India Song est un film français réalisé par Marguerite Duras, sorti en 1975.
Il est adapté de sa pièce de théâtre éponyme publiée en 1973, pièce elle-même inspirée de son roman Le Vice-Consul publié en 1966.
Il a été récompensé par le prix de l'Association française des cinémas d'art et d'essai.
La particularité du film se situe dans la désynchronisation de ce que Duras appelle « le film des voix » et « le film des images ». En effet, les personnages ne parlent jamais en « son synchrone in » (leurs paroles ne sont accompagnées d'aucun mouvement des lèvres).
Le film fait partie du "Cycle indien" de Marguerite Duras.

## Synopsis
Dans l’Inde britannique des années 1930, à l'ambassade de France de Calcutta, des voix évoquent le souvenir d’une femme aujourd’hui disparue et inhumée au cimetière de la ville : Anne-Marie Stretter, autrefois épouse de l’ambassadeur… Un soir, lors d’une réception à l’ambassade et dans la torpeur estivale de la mousson, le vice-consul de France à Lahore avait crié son amour à Anne-Marie au beau milieu de la réception…
La première partie évoque la vie d'Anne-Marie Stretter aux Indes, la seconde met en scène la réception qui a lieu à l'ambassade de France à Calcutta, et la dernière se situe aux îles de l'embouchure du Gange.

## Fiche technique
- Titre original : India Song
- Réalisation : Marguerite Duras d’après son roman Le Vice-Consul
- Scénario : Marguerite Duras
- Assistants à la réalisation : Benoît Jacquot et Jean Mascolo
- Photographie : Bruno Nuytten
- Montage : Solange Leprince
- Musique : Carlos d'Alessio
- Son : Michel Vionnet, Antoine Bonfanti (mixage)
- Maquillages : Élaine Marcus
- Photographes de plateau : Édouard Boubat, Jean Mascolo
- Scripte : Geneviève Dufour
- Production : Simon Damiani, André Valio-Cavaglione
- Producteur délégué : Stéphane Tchalgadjieff
- Sociétés de production : Sunchild Production (France), Les Films Armorial (France)
- Sociétés de distribution : Sunchild et Les Films Armorial (distributeurs d'origine, France), Gemini Films[3] (France), Tamasa Distribution[3] (France)
- Pays de production :  France
- Langue originale : français
- Format : couleur par Eastmancolor  — 16 mm — 1.37:1 — Son : Mono
- Genre : drame
- Durée : 120 minutes
- Dates de sortie :
  - France : 4 juin 1975
- (fr) Classifications et visa CNC : mention « tous publics », Art et Essai, visa d'exploitation no 42753 délivré le 13 juin 1975

## Distribution
- Delphine Seyrig : Anne-Marie Stretter
- Michael Lonsdale : le vice-consul de Lahore
- Claude Mann : Michael Richardson
- Mathieu Carrière : l'attaché d'ambassade autrichien
- Didier Flamand : le jeune invité
- Vernon Dobtcheff : Georges Crawn
- Claude Juan : le domestique indien
- Voix :
  - Voix de la mendiante : Satasinh Manila
  - Voix intemporelles :
    - Marguerite Duras
    - Nicole Hiss
    - Viviane Forrester

  - Voix de la réception :
    - Françoise Lebrun
    - Benoît Jacquot
    - Nicole-Lise Bernheim
    - Daniel Dobbels
    - Jean-Claude Biette
    - Pascal Kané
    - etc.

## Production

### Tournage

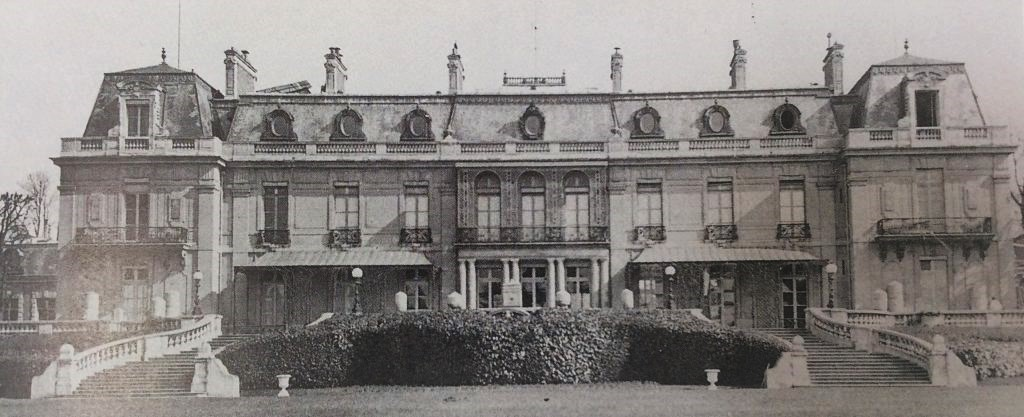
Le château Rothschild vers 1930.

Les prises de vue ont été effectuées durant 12 jours en 1974.
Bien que l'action se déroule à Calcutta, les extérieurs ont été tournés en France, à Boulogne-Billancourt, au château Rothschild. Les intérieurs ont été tournés dans un autre lieu, le château étant trop délabré à l'époque.

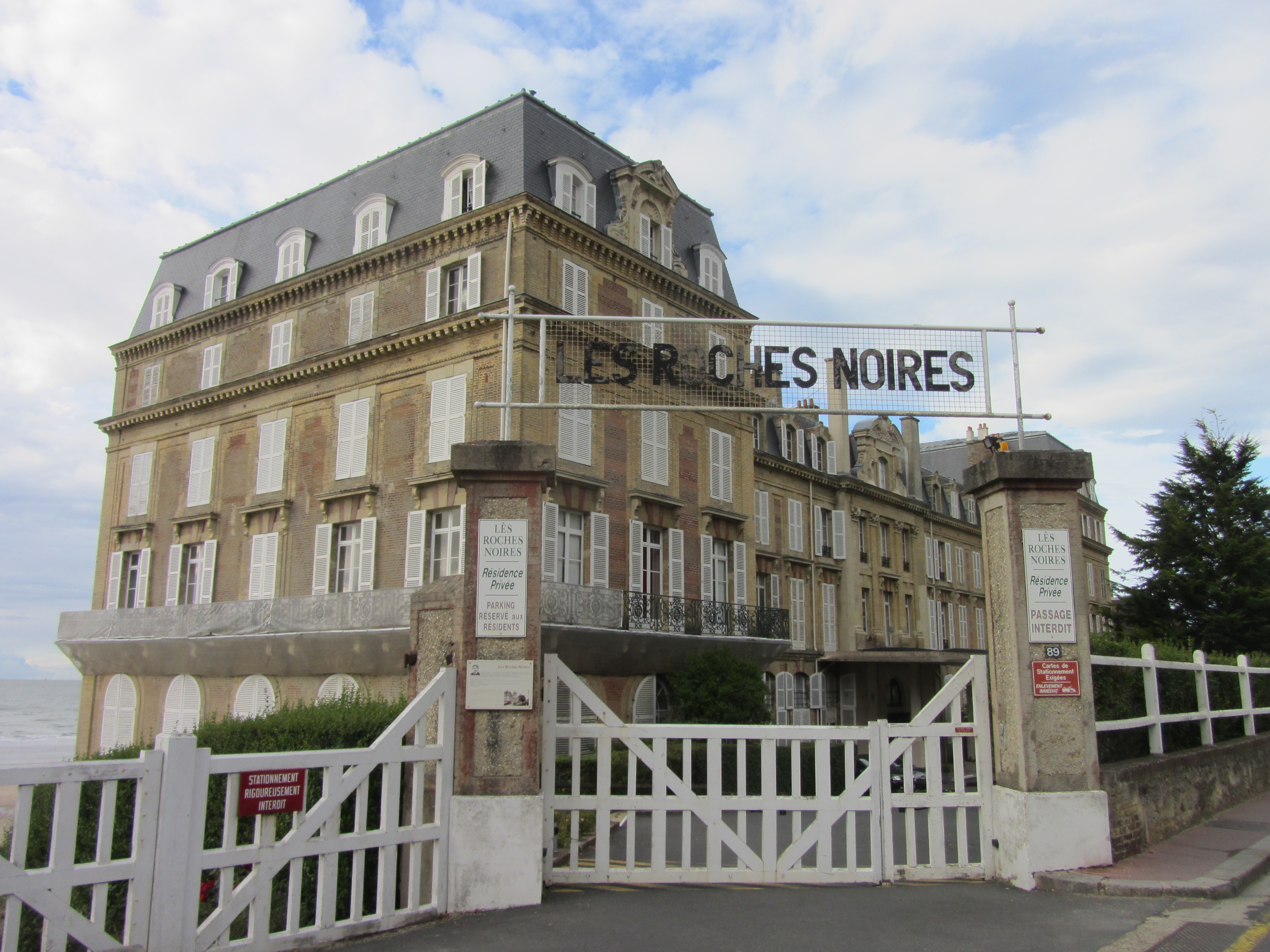
L'hôtel des Roches Noires, côté rue.

L'hôtel des Roches Noires (Trouville-sur-Mer) a aussi servi de lieu de tournage.

L'acteur Michael Lonsdale raconte qu'il n'était pas prévu au départ que le film soit tourné en voix off : 

« Le premier jour de tournage, c'était la scène de bal. Marguerite envoie la musique et nous demande de dire notre texte. L'ingénieur du son lui explique que ce n'est pas possible, que c'est l'un ou l'autre. Elle ne connaissait rien au mixage. Alors elle dit : "Très bien, on enregistre la musique et ils se taisent." C'est comme ça que le film est entièrement en voix off ! »

### Musique
- La musique de Carlos d'Alessio entendue par Marguerite Duras[Note 1],[Note 2],[8] :

« À vrai dire, je ne sais pas trop d’où il vient Carlos d’Alessio, on dit du pays argentin, mais lorsque j’ai entendu sa musique pour la première fois, j’ai vu qu’il venait du pays de partout, j’ai vu des frontières aplanies, des défenses disparues, la libre circulation des fleuves, de la musique, du désir, et j’ai vu que j’étais aussi bien de cette nation argentine que lui, Carlos d’Alessio, de ce Viêtnam, du Pacifique Sud, quelle joie, j’ai été heureuse, et je lui ai demandé de faire la musique pour un film de moi, il a dit oui, j’ai dit sans argent, et il a dit oui, et moi j’ai fait les images et les paroles en raison du blanc que je lui laissais pour sa musique à lui et je lui ai expliqué que ce film se passait dans un pays qui nous était inconnu, aussi bien à lui qu’à moi, les Indes coloniales, l’étendue crépusculaire, de lèpre et de faim des amants de Calcutta, et que nous devions les inventer tous les deux en entier. Nous l’avons fait. Et de cette façon, la chose s’est faite, nous avons fait complètement ensemble, lui et moi, ce film du titre India Song et le film a été terminé et il est sorti de nos mains, et il nous a quittés, et il est en train de parcourir le monde contenant à jamais dans son être les éclats douloureux arrachés de notre corps, et nous laissant toujours privés, et de même toujours privés de nous-mêmes ensemble la faisant, nous laissant là, à faire d’autres musiques, d’autres films, d’autres chansons, et à toujours nous aimer aussi fort, tellement, si vous saviez. »
- Musique additionnelle : no 14 (grave e maestoso) des 33 variations sur une valse de Diabelli de Ludwig van Beethoven[8]

## Distinctions

### Récompenses
- 1975 : prix de l'Association française du cinéma d'Art et d'Essai à Cannes
- 1975 : Grand prix de l'Académie du cinéma

### Nominations et sélections
- Festival de Cannes 1975 : sélection « hors compétition »
- Césars 1976 : 
  - nomination au César de la meilleure actrice pour Delphine Seyrig
  - nomination au César de la meilleure musique écrite pour un film pour Carlos d'Alessio
  - nomination au César du meilleur son pour Michel Vionnet
- Festival du nouveau cinéma de Montréal : présentation spéciale[9]

## Autour du film
- C'est durant la projection d’India Song, en 1975, au cinéma Lux à Caen, que Marguerite fait la rencontre de Yann Andréa, écrivain qui fut son dernier compagnon et à qui elle dédia certaines de ses œuvres.[réf. nécessaire]